# Красносільське (Феодосійський район)
Красносі́льське (до 1948 року — Яни́-Басала́к, крим. Yañı Basalaq, «Новий Басала́к») — село Феодосійського району Автономної Республіки Крим. Розташоване в центрі району.
Відстань від райцентру до населеного пункта становить 23 кілометрів по прямій.